# Partit Popular Serbi (Croàcia)
El Partit Popular Serbi (croat: Srpska narodna stranka, SNS, serbi: Српска народна странка, CHC) és un partit polític de Croàcia que representa als serbis de Croàcia. Fou fundat a començaments de 1991 per serbis ètnics oposats al secessionisme radical de la República Sèrbia de Krajina. Quan va augmentar l'escalada del conflicte a Croàcia es va trobar en una situació precària. La seva base electoral es va limitar als territoris sota control croat, on els serbis eren sotmesos a tota mena d'abusos, sovint permès tàcitament per les autoritats. El SNS, però, mai no va criticar el govern de Franjo Tuđman. Per altra banda, els mitjans controlats per l'estat descrivien el SNS com l'únic representant legítim dels serbis de Croàcia i el seu líder Milan Đukić ocupà molts càrrecs oficials, inclòs assistent del ministeri d'interior, vicepresident del Sabor croat i assessor presidencial. Això els va valdre ser coneguts com els serbis de Tuđman, molts els consideraren una extensió de la Unió Democràtica Croata, sobretot després que a les eleccions legislatives croates de 1992 obtingués representació malgrat no obtenir escó a les eleccions.
A mitjans de la dècada de 1990, el SNS a poc a poc va començar a distanciar-se del govern de Tuđman i es va tornar més radical en la representació dels interessos dels serbis. Això es va fer evident després de l'Operació Tempesta, en la qual la casa de Milan Đukić a Donji Lapac va ser incendiada per l'exèrcit croat i unitats de la policia. Després de l'acord d'Erdut que va reintegrar l'Eslavònia Oriental a Croàcia el 1997/1998, Đukić va trobar més adequat i més legítim buscar socis entre els polítics serbis d'Eslavònia oriental, que s'uniria al recentment format Partit Democràtic Independent Serbi.
La rivalitat entre el SNS i el SDSS a poc a poc es va manifestar en els antics territoris de Krajina, on els dos partits van lluitar pels vots dels refugiats serbis que van tornar a Croàcia. Encara que el SNS va ser el que va predominar d'antuvi i va entrar en posició per formar el govern serbi de Donji Lapac, SDSS demostrà no només estar millor organitzat, sinó també ser més acceptable pel corrent polític croata. In the 2003 parliamentary elections, SNS failed to enter Croatian Parliament and lost all three Serb seats to the SDSS. A les eleccions legislatives croates de 2003 el SNS no va poder entrar al Sobor croat i va perdre els tres escons serbis, que van passar al SDSS.